# Amo Jesús de Timbío
El Amo Jesús Nazareno de Timbío, es una escultura de tipo religioso de culto católico, venerada en la iglesia central del municipio de Timbío, departamento del Cauca, siendo el santo patrono de la población su parroquia y los habitantes del pueblo como de las veredas aledañas.
La imagen devocional que se considera milagrosa representa a Jesús de Nazaret que reina para ejercer su misericordia sobre sus devotos, manteniendo los signos de su pasión. Razón por la cual se ha relacionado con el pasaje bíblico del evangelio de Juan (19:5) cuando Jesucristo es presentado por Poncio Pilatos al pueblo con las palabras "este es el hombre" traducidas al latín como Ecce Homo. 

## Rogativa por la Paz del Cauca
La Rogativa por la Paz del Cauca tuvo lugar durante la Solemnidad de Jesucristo, Rey del Universo del 24 al 26 de noviembre de 2023 en el Centro Histórico de Popayán, capital del Cauca, Colombia, con motivo de implorar por el cese de hostilidades y de violencia a lo largo de todo el departamento, además de contribuir a la Paz en todo el país.
Este acontecimiento tuvo un carácter único y nunca antes visto en la historia payanesa, con la finalidad de reunir en torno a la devoción solemne a Jesucristo en sus advocaciones de Amo Jesús de Timbío (Por ser el santo patrono de uno de los municipios con más violencia del departamento) y Santo Ecce Homo que es especialmente extendida en el departamento, cuyos fieles siempre han tenido un especial cariño y fe a Jesús como Salvador y Rey del Universo.

### Exposición del Amo Jesús de El Tambo
Se realizó el día sábado 25 de noviembre 9:00 a. m. hasta las 6:00 p. m. El paso de El Amo Jesús de Timbío fue expuesto para veneración pública dentro de uno de los templos más importantes de la ciudad, en la Iglesia de San Agustín.

### Eucaristía por la Reconciliación y la Paz del Cauca
Tuvo lugar en la Catedral Basílica de Nuestra Señora de la Asunción a las 9:00 a. m., siendo presidida por el arzobispo de Popayán, Omar Alberto Sánchez Cubillos en concelebración con todos los sacerdotes de las parroquias e iglesias de los lugares de donde provienen todas las advocaciones de Cristo presentes en el Parque Caldas, trasladadas ahí desde las 8 a. m. para la eucaristía.
Teniendo como una de sus imágenes principales al Amo Jesús de Timbío que se ubicó en la explanada del templo catedralicio.

### Gran Procesión por la Paz del Cauca
El paso de El Amo Jesús de Timbío se ubicó en sexta posición, situándose entre los pasos de El Santo Ecce Homo de la Catedral por enfrente y El Santo Ecce Homo de Cajete por detrás, estando también presidido hacia delante por Curas párrocos de la Iglesia San Pedro Apóstol, municipio de Timbío, Cauca y el Estandarte de la Junta Permanente Pro Semana Santa de Timbío, portado por sus miembros y síndicos.